# Hans Herbert Schweitzer
Pour les articles homonymes, voir Schweitzer.
Hans Herbert Schweitzer, Mjölnir de son nom d’artiste, né le 25 juillet 1901 à Berlin et décédé le 15 septembre 1980 à Landstuhl, est l’un des principaux caricaturistes et affichistes du Parti national-socialiste des travailleurs allemands (NSDAP). Il est également un élément important de la bureaucratie culturelle du Troisième Reich.

## Biographie

### Jeunesse et éducation
Hans Schweitzer, né en 1901, est le fils illégitime d’un médecin. Il passe la majeure partie de son enfance dans la maison de sa grand-mère maternelle. Il commence à étudier à l’université d’État des Beaux-Arts de Berlin en 1918 ou 1919 et en devient diplômé en 1923.

### Au service du parti nazi (1926-1933)
Il devient célèbre en 1924 en concevant l'une des affiches du Parti populaire national allemand (DNVP) pour la campagne électorale du Reichstag en décembre 1924. Elle évoque le coup de poignard dans le dos.
Il rejoint le NSDAP en 1926, avec le numéro de membre 27 148. Selon Joseph Goebbels, évoquant la constitution du parti à Berlin, il fut l’un des 30 premiers membres dans la capitale.
Il explique durant son procès en dénazification qu'il s'est intéressé aux problèmes sociaux et économiques de son temps à cause de l'inflation et qu'il a été séduit par l'idée de la construction d'un ordre économique. L'engagement contre certains courant de l'art moderne l'ont fortifié dans son engagement au NSDAP.
En 1927, il est l’un des fondateurs du magazine nazi Der Angriff. Ses dessins apparaissent alors en première page. Après cela, il reçoit régulièrement des commandes de la presse du parti en tant que dessinateur d’illustrations. Il travaille pour le Völkischer Beobachter, l'ArbeiterZeitung, l’attaque et le journal satirique Die Brennessel (de).
Entre 1924 et 1932, il est l'auteur dans Nachtausgabe d'environ 2 000 caricatures : il est le plus productif des journaux allemands de tout bord.
Il participe également aux campagnes d’affichage du NSDAP. Il fournit des images de propagande sur le parti et ses objectifs, ses dirigeants et les idées qui ont été utilisés pour les organes du parti, des affiches promotionnelles, des dépliants, etc. Son travail est principalement dédié aux caricatures. Avant 1933, il se moque des opposants politiques nationaux des nationaux-socialistes et, à partir de la fin des années 1930, des opposants étrangers, afin de les ridiculiser.
L’une des images récurrentes de ses dessins est celle d’un membre de la Sturmabteilung (SA) côte à côte avec un soldat de l’armée.
|  |

L’un des principaux clients de Schweitzer avant 1933, époque que les nationaux-socialistes appellent le « temps des combats », est le dernier ministre de la Propagande du Reich Joseph Goebbels, avec lequel il était ami selon les journaux de Goebbels. Ce dernier a qualifié à plusieurs reprises Schweitzer d’artiste bénéficiant d’un « don de Dieu » (gottbegnadeten) et a reconnu plus tard que Schweitzer, à travers ses attaques caricaturales contre la République de Weimar et ses représentants, « nous a beaucoup aidés pendant la lutte pour abattre le système en le ridiculisant »Il faisait appel au caricaturiste car il considérait que « il était souvent plus facile d'exprimer les idées nazies dans un dessin politique que dans des documents écrits ».
Schweitzer adopte le pseudonyme Mjölnir, nom du marteau du dieu Thor dans la mythologie nordique, en 1926. Cela lui permet d’indiquer d’une part son attachement à l’idéologie raciale nordique ou « aryenne » et, d’autre part, d’exprimer comme image de son soi artistique l’idée de « briser » les opposants au national-socialisme avec ses dessins de propagande efficaces, tout comme le belliqueux Thor écrasait ses adversaires avec son marteau Mjölnir. Il avait besoin d’un pseudonyme car il travaillait sous son vrai nom en tant que dessinateur pour le journal du soir Nachtausgabe d’Alfred Hugenberg, un quotidien berlinois de tendance national-conservateur.
Il est décrit par Gerhard Paul comme « le plus important créateur d'affiche national-socialiste qui propagea plus que quiconque la propagande durant la période de combat ».

### Sous le IIIe Reich (1933-1945)
Avec l’arrivée au pouvoir en janvier 1933, Schweitzer devient, notamment en raison de sa proximité avec Joseph Goebbels, un important fonctionnaire culturel du régime nazi. En 1933, Adolf Hitler nomma Schweitzer « dessinateur du mouvement » (Zeichner der Bewegung). En 1934 et 1935, la Reichspost diffuse deux timbres portant chacun un motif qu’il a dessiné. En 1935, il devient Commissaire du Reich pour la conception artistique (de) et président de l’Ausstellungleitung Berlin e.V.. Il supervise différents projets durant les Jeux olympiques de 1936, des décorations, à la création des monuments et le choix des médailles commémoratives.
Il siège officiellement à la Maison de l’Art (Haus der Kunst) de Berlin et à la Salle d’art berlinoise (Berliner Kunsthalle), dont il est directeur artistique, lieux où l’art national-socialiste est exposé. L’avers des pièces du Reich allemand avec l’aigle souverain, apparu en 1936, est conçue par Hans Herbert Schweitzer. Il devient cette année-là membre du Conseil présidentiel de la chambre des beaux-arts du Reich. En 30 janvier 1937, il est nommé professeur. Il est également membre du Spende Künstlerdank ce qui lui permet d’intervenir dans les subventions apportées aux artistes.

En 1940, il devient président du Comité pour l’évaluation des produits d’art inférieur. À ces postes, il est coresponsable de la confiscation et de l’ostracisme contre l’art dégénéré. Le 5 juillet 1937, il participe à la confiscation de peintures d’Ernst Ludwig Kirchner, Oskar Kokoschka et Emil Nolde présentent dans la Hamburger Kunsthalle ; elles sont ensuite exposées à Munich dans l’Exposition d'art dégénéré. Néanmoins, il paraît plus modéré par la suite. La confiance que Goebbels a placé en lui se réduit quand le ministre découvre que Schweitzer a placé dans son bureau une œuvre de Willy Jaeckel (en).

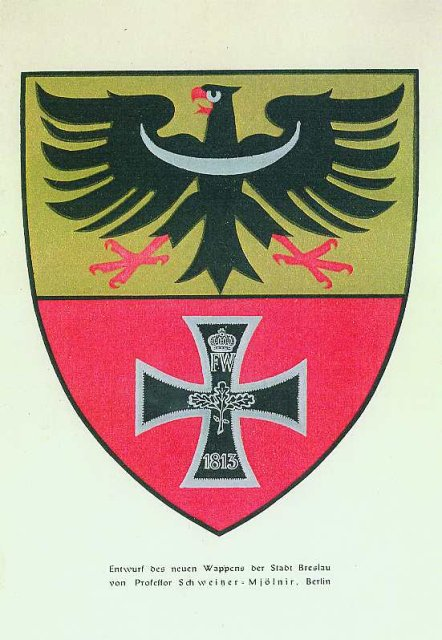
Armoiries de Breslau conçues par Schweitzer en 1938.

Schweitzer, qui préside le Comité du Reich des dessinateurs de presse, bénéficie de certains de ses succès artistiques d’avant 1933. Cependant, ses fonctions culturelles et politiques sont alors réduites. Il regagne de l’importance durant la Seconde Guerre mondiale en devenant l’un des principaux créateur d’affiches. 
En 1942, il devient SS-Oberführer (SS-Nr. 251 792) et travaille à partir de 1943 comme dessinateur pour la Compagnie de propagande « Staffel Bildender Künstler ». Ce grade de colonel est principalement honorifique. Lors de l’exposition Les Artistes allemands et la SS (de) à Breslau en 1944, il expose le tableau Waffen-SS Vorkämpfer gegen den Weltfeind (La Waffen-SS, pionnier contre l’ennemi mondial). Il déclare lors de son procès avoir combattu les armes à la main à Berlin et avoir été blessé. En, mai 1945, à la fin de la guerre, il suit le Réseau d'exfiltration Nord (de) et s’installe à vingt kilomètres au sud-est de la ville de Flensburg, dans le village de Hollmühle.

### L’après-guerre
Après la guerre, Schweitzer demeure en Allemagne, dans la zone occupée par les armées occidentales. Il parvient à se cacher jusqu’en 1947. Il affirme avoir été dénoncé par un artiste moderne qu’il avait attaqué précédemment. Durant la dénazification, il est condamné à une amende de 500 Deutsche Mark à Hambourg-Bergedorf. Il a peu subi la répression, affirmant lors de ses interrogatoires qu’il « était un artiste avec peu d'intérêt pour la politique », et qu’il n’avait « assisté à aucune répression par la SS contre des Polonais ou des Juifs » durant la guerre. Il obtient l’effacement de son casier en 1955. 
Son livre Buch Isidor. Ein Zeitbild voll Lachen und Haß (Le Livre Isidor. Une image de l’époque pleine de rires et de haine), publié pour la première fois en 1928 par Schweitzer et Goebbels et contenant notamment des caricatures antisémites de l’opposant de Goebbels Bernhard Weiss, est inclus dans la Liste de la littérature à éliminer (de) dans la zone d’occupation soviétique en Allemagne,. 
Considéré comme l’« illustrateur de Goebbels », il est largement boycotté. Il trouve cependant du travail comme concepteur d’affiches pour l’Office de presse et d’information du Gouvernement ouest-allemand et comme illustrateur dans la presse d’extrême droite, comme le Deutsche Wochen-Zeitung. Il conçoit des affiches pour le Parti des Bons Allemands (de),. Il est l’auteur d’affiches anticommunistes telle que la célèbre : « Jusqu’où ? Jusqu’à l’arrêt Moscou ».
Sous le nom de Herbert Sickinger, il travaille comme professeur de peinture pour des générations d’Allemands et d’Américains. Il crée de nouvelles œuvres avec, selon ce que décrit un magazine, « des symboles paisibles sont au premier plan - villages heureux, ruines enjolivées, fleurs, enfants, bois et prairies ».

## Caractéristiques artistiques
Les créations de Hans Schweitzer sont caractérisées par un style figuratif net. Il a été influencé par les futuristes italiens, et en a repris les méthodes pour exprimer l’action et le mouvement. Il a également utilisé les vraies couleurs de la nature. Son art a été influencé également par sa proximité avec Otto Strasser (qu'il soupçonna par la suite d'être juif) et l’aile socialiste-révolutionnaire du parti,.
Il s'est inspiré des gravures sur bois allemandes du XVIe siècle.
Il est considéré comme ayant exprimé le premier « art nazi » et bénéficie de l’admiration de ses pairs, tels que Robert Scholz, qui décrit ses dessins comme une « manifestation positive de la volonté combative avec des symboles d'esprits et d'idées »,.
Il était radicalement antimoderne et opposé à ce qu’il considérait comme l’art dégénéré. Ses créations sont marquées par un antisémitisme important. Il utilisait abondamment contre les Juifs les stéréotypes racistes qu’il contribua à diffuser. Il note lui-même que « le ressort de la caricature politique est la haine ».
Ses dessins, et ceux des autres propagandistes, sont marqués par « une violence extrême, ce qui a choqué mais a également beaucoup attiré. Leur message s'est ancré dans une dynamique encore plus grande parce que les dessins animés, les livrets et les affiches faisaient partie d'un tout qui s'est terminé par la menace et l'utilisation réelle de la force ».

## Œuvres

### Affiches célèbres
Outre leur impact à l'époque, les affiches ci-dessus ont été abondamment utilisées après la Seconde Guerre mondiale comme illustrations du phénomène national-socialiste et ont ainsi été vues par plusieurs générations d'écoliers notamment.
- Der ist schuld am Kriege!, 1943[2]
- Unsere letzte Hoffnung: Hitler (Notre dernier espoir : Hitler) affiche électorale, 1932[2]

### Ouvrage
- (de) Joseph Goebbels et Mjölnir (ill. Mjölnir), Das Buch Isidor : ein Zeitbild voll Lachen und Hass, Munich, F. Eher Nachf, 1928, 168 p. (OCLC 37193054)

### Exposition
Il expose lors de la XXIIIe Biennale de Venise en 1942 avec Olaf Gulbranson et Eduard Thöny dans un espace consacré à la caricature de guerre.